# سفر صفنيا
صفنيا هو أحد الانبياء الصغار في زمن يوشيا الملك سنة 640 ق. م إلى سنة 609ق.م ومعنى اسمه الله يستر ويدور السفر حول يوم الرب القادم للدينونة على شعوب الأمم حول يهوذا كما يعطى رجاء إلى المتقين اسم الله.